# Petras Vyšniauskas
Petras Vyšniauskas (* 11. Juni 1957 in Plungė) ist ein litauischer Multiinstrumentalist (hauptsächlich Sopransaxophon) des Modern Creative Jazz und Hochschullehrer als Musikpädagoge an der Litauischen Musik- und Theaterakademie in Vilnius.

## Leben
Vysniauskas arbeitete bislang mit Musikern wie Steve Lacy, Han Bennink, Jon Christensen, Tomasz Stańko, Kent Carter, Tomas Kutavičius, Elliott Sharp, Paul Jeffrey, dem Rova Saxophone Quartet, Charlie Mariano, Karl Berger, Bobo Stenson, Reiner Winterschladen, Hilliard Greene, Vijay Iyer, Robert Dick, John Lindberg, Eric Vloeimans, Mark Tokar und anderen zusammen. 1989 bildete er ein Duo mit Arkardij Gotesman.
1992 trat er mit seinem Quartett in der Eurovisions-Fernsehsendung European Jazz Night auf. Gemeinsam mit Klaus Kugel spielte er die Filmmusik zu dem deutschen Kinofilm Leni ein. Beide sind seit 1999 Mitglied in Wjatscheslaw Ganelins Ganelin Trio Priority. 1993 trat er beim Vilnius Jazz Festival mit Vyacheslav Ganelin und Arkadijus Gotesmanas (als Trio Alliance) auf. 1999 trat er im Theo Jörgensmann Sextett in Wuppertal auf (Fellowship).
Daneben leitet er das Quartett Poksis mit dem litauischen Gitarristen Juozas Milasius, dem russischen Kontrabassisten Vladimir Volkov und dem Schlagzeuger Klaus Kugel. Aktuell spielt Vysniauskas in dem Vilnius Power Trio mit Juozas Milasius und Schlagzeuger Dalius Naujokaitis. 
Der in Vilnius lebende Musiker kombiniert die Musik seiner litauischen Heimat mit modernen Klängen und gehört nach der Baltischen Rundschau zu den Musikern, die wichtige Akzente im europäischen Jazz setzen. Kritiker Bert Noglik schrieb über Petras Vysniauskas: „Seine Musik atmet etwas von der herben Schönheit litauischer Landschaft und der Leidenschaft vieler seiner Landsleute. Es war die Musik von Petras Vysniauskas, die mir wegen ihrer klaren, individuellen Konzeption in Erinnerung blieb.“ Vysniauskas hört nach eigenen Angaben „in den litauischen Volksliedern Echos der Musik von John Coltrane; das alles versuche ich mit den freien Ausdrucksmöglichkeiten des Jazz von heute zu verbinden.“
Von 1988 bis 2003 war er Oberassistent, ab 2003 Dozent und jetzt Professor an der Musik- und Theaterakademie Litauens. Zu seinen Schülern gehört Kęstutis Vaiginis. 
Sein Sohn ist der Trompeter Dominykas Vysniauskas und seine Tochter die Sängerin Marija Vysniauskaite.

## Auszeichnungen und Preise
In den 1980ern wurde er in der damaligen UdSSR mehrfach als „Musiker des Jahres“ ausgezeichnet. Vysniauskas gewann 1999 den Kunstpreis der Regierung Litauens. Als Vertreter der litauischen Jazzmusiker wurde er 2000 von der Stadt Chicago zur Millenniumsfeier eingeladen.

## Diskografie (Auswahl)
- Viennese Concert (Leo Records, 1989)
- Lithuania (ITM, 1990) mit Arkadij Gotesman
- Vysniauskas-Baumann-Siron: Nuit Balte (1994)
- Fellowship (1999) mit Theo Jörgensmann, Charlie Mariano, Karl Berger, Kent Carter und Klaus Kugel
- Petras Vysniauskas Quartet Light In The Dark (2003)
- Baltic Trio Live at Jazz Welten Dresden 2005 (2005) mit Vladimir Volkov und Klaus Kugel
- Ganelin Trio Priority Visions (2007) mit Vyacheslav Ganelin und Klaus Kugel

## Ehrung
- 2005: Ehrenbürger der Rajongemeinde Plungė[4]